# Isole Gorgadi
Le Isole Gorgadi (in latino: Insulae Gorgades) sono isole dell'Oceano Atlantico presenti nella cultura classica.

## Le Isole Gorgadi nelle opere letterarie

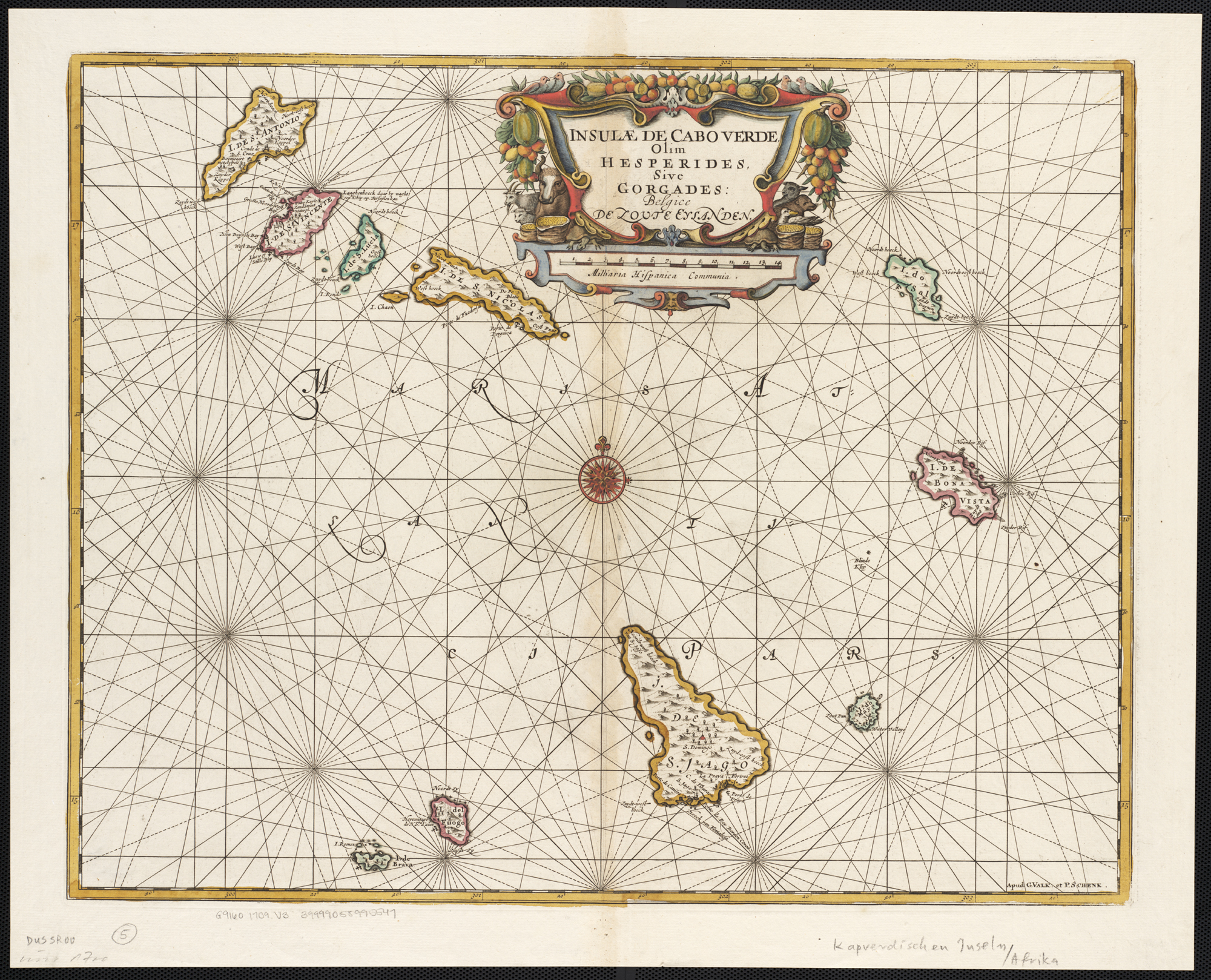
Mappa delle Isole di Capo Verde con il toponimo Gorgades

Le Isole Gorgadi sono citati da pochissimi autori antichi: Pomponio Mela, Plinio il Vecchio, Solino e Marziano Capella. Questi autori hanno chiamato le isole ''Gorgades'' in onore della dimora delle tre mitiche Gorgoni, tra le quali Perseo uccise Medusa. Inoltre, sostengono che queste isole sono state visitate da Annone che trucidò due femmine di "Gorillai" portandone le pelli nel tempio della dea Tanit, protettrice della città, dea delle messi e dei raccolti. Secondo Plinio il Vecchio, il greco Senofonte di Lampsaco affermava che le "Gorgades" erano situate a due giorni di viaggio da "Hesperu Ceras".

## La localizzazione delle Isole Gorgadi nella realtà
Secondo la maggior parte degli storici sia medievali-rinascimentali sia moderni le Isole Gorgadi sono da identificare con le Isole di Capo Verde.